# Fàbregues
|  | Per a altres significats, vegeu «Fàbregues (Viladrau)». |

Fàbregues és una masia a poc menys d'un km de Sant Joan de Fàbregues al terme de Rupit i Pruit (Osona) inclosa a l'Inventari del Patrimoni Arquitectònic de Catalunya. Masia situada sota el pla de Fàbregues i com l'església prengué per nom el topònim del lloc. No es troba registrada en els fogatges del segle xvi de la parròquia de Sant Joan de Fàbregues i l'única dada que permet ubicar-la és la d'una llinda de la finestra de llevant en la qual es llegeix: "1603 IHS", possiblement aquesta és la data d'edificació de la masia. L'estat de conservació és bastant precari, ja que es troba deshabitada com altres masies de la zona.
Masia de planta rectangular, coberta a dues vessants amb el carener paral·lel a la façana, la qual s'orienta cap al sud-est. Consta de planta baixa i primer pis. Presenta diverses etapes constructives que amb el temps han anat allargant la casa vers el sud. La façana presenta dues finestres de gres molt ben picat, els ampits són motllurats i a sota conserven l'espiera. El portal és bastit de pedra així com el balcó del primer pis; a la part més nova hi ha altres obertures de fusta. La banda de tramuntana només presenta una petita finestra i la de migdia és gairebé cega, la part de ponent conserva un portal amb llinda de fusta un xic corba. S'utilitzà la pedra calcària grisa i algun gres unit amb fang i morter de calç.
També destaca una cabana de planta quadrada coberta a dues vessants amb el carener perpendicular a la façana la qual cosa es troba a migdia. Consta de planta baixa i primer pis. Presenta un portal rectangular a la planta baixa i un altre arc de mig punt al primer pis que dona accés a una balconada. La part de tramuntana és cega i la de llevant també però s'hi adossa una escaleta que dona accés al primer pis. Construïda amb granit vermell unit amb morter de calç, carreus de gres blanc i pedra tosca a l'arc del portal del primer pis.